# Interceptors (film, 1999)
Pour les articles homonymes, voir Interceptor.
Série
Interceptor Force 2
Pour plus de détails, voir Fiche technique et Distribution.
Interceptors (aussi Interceptors force en France) est un film américain  réalisé par Phillip J. Roth et sorti en 1999. Une suite intitulée Interceptor Force 2 sera produite en 2002.
Il a été diffusé à la télévision française sur Syfy Universal le 9 mai 2007 sous le titre original Interceptor Force.

## Synopsis
Dans le futur, le gouvernement américain a constitué un groupe d'élite composé de mercenaires chargés d'intercepter tout être ou menace extra-terrestre venant sur Terre. On l'a surnommé La Force d'interception. Un vaisseau spatial après avoir été pris pour cible par des chasseurs de combat se crashe près d'une petite ville située dans le Nord Ouest américain. N'ayant plus de communication avec la localité, l'armée envoie donc La Force d'interception ...

## Fiche technique
- Réalisateur : Phillip J. Roth
- Scénariste : Jim Christopher d'après une histoire de Phillip J. Roth
- Photographe : Philip D. Schwartz
- Montage : Christian McIntire
- Distribution : Nannette Troutman
- Création des décors : David Huang
- Direction artistique : Brian Bull
- Création des costumes : Marie Blom
- Effets spéciaux visuels : Iva Petkova
- Créateur des effets visuels : D.L. Greenlaw
- Producteurs : Jeffery Beach, Olivier Gruner, Christian McIntire et Ken Olandt
- Producteurs exécutifs : James Hollensteiner, Tom Neidermeyer et Richard Smith
- Sociétés de production :  Unified Film Organization (UFO) et Interceptors Productions Inc.
- Société de distribution : York Entertainment
- Ratio écran : 1,85:1
- Image : Couleurs
- Son : Stéréo
- Laboratoire : FotoKem Laboratory (Burbank)
- Format négatif : 35 mm
- Pays de production : USA
- Langue : anglais
- Genre : Drame
- Durée : 97 minutes
- Année de sortie : 
  - États-Unis : 1999

## Distribution
- Olivier Gruner : Lieutenant Sean Lambert
- Brad Dourif : Weber
- Ernie Hudson : Major
- William Zabka : Dave
- Glenn Plummer : Russell
- Angel Boris : Jena
- Mark Adair-Rios : Perez
- Perry D'Marco : Hector
- Holly Fields : Lucy
- Ruben Moreno : Prêtre
- Marcus Aurelius : Premier technicien
- Joseph Patrick Kelly : Garde
- Andrew Hawkes : Morgan
- Kathy Lambert : Deuxième technicien

## DVD
Le film est sorti sur le support DVD en France :
- Interceptor Force (DVD-5 Keep Case) édité en 2001 par First International Production et distribué par FLAM. Le ratio écran est en 1.85:1 4:3. L'audio est en Français 2.0 sans sous-titres. En suppléments des bandes annonces ainsi qu'un documentaire sur les effets visuels de la compagnie UFO. Il s'agit d'une édition Zone 2 Pal[2].